# 黒川盛隆
黒川 盛隆（くろかわ もりたか、明和5年（1768年） - 文政12年12月4日（1829年12月29日））は、江戸時代後期の国学者。通称は専左衛門、玄蕃、司。号は凹斎、松廻屋。

## 人物
南部盛岡藩士。17歳の頃から度々江戸に上り、そこで朱楽菅江、三輪秀寿などの感化を受け、また加藤千蔭、村田春海、塙保己一らの門人となって国学の研鑽を積み、学識を深めた。帰郷後、江戸で吸収した知識を活かして国学の教導に従事し、盛岡藩内に国学を普及させた。縦横に活躍する盛隆に対する藩の信頼は篤く、仁孝天皇即位の折には祝儀の為に上洛し藩主の代理を勤めた。しかし、藩主が交代すると彼を嫌う反対勢力の誣告によって失脚、隠棲した。後、藩内で古跡調査が行われた時、藩から協力を求められて承諾し、史料の収集、編纂に寄与した。主な著作に『凹斎漫筆』『旧蹟遺聞』『門田の落穂』などがある。それらの多くは岩手県立図書館に所蔵されている。